# Ali Ahmeti
Ali Ahmeti (en macedonio: Али Ахмети,) (nacido el 4 de enero de 1959) es un político macedonio de ascendencia albanesa, líder de la Unión Democrática para la Integración, y socio menor del gobierno de Macedonia desde el 2008. Es también conocido como el dirigente político del extinto Ejército de Liberación Nacional en el Conflicto de Macedonia de 2001.

## Biografía
Nació el 4 de enero de 1959 en Zajas, SR Macedonia, SFR Yugoslavia. De 1979 hasta 1983, estudió filosofía en la Universidad de Pristina en Kosovo, graduándose en 1983. Entre 1981 y 1983, también fue uno de los dirigentes estudiantiles en las protestas de Kosovo de 1981. Durante estos actos, Ahmeti fue arrestado y encarcelado durante un año por las autoridades serbias y yugoslavas.
Durante los años 1984-86 estuvo involucrado con reconsolidar el movimiento estudiantil (y el movimiento popular general) en Kosovo. En 1986, Ahmeti obtuvo asilo político en Suiza, donde vivió hasta 2001, y trabajó como coordinador de diferentes grupos. 
De 1988 hasta 1989, fue uno de los líderes de las protestas mineras y estudiantiles contra el gobierno de Slobodan Milošević. De 1989 hasta 1990, fue uno de los organizadores principales de las protestas de la diáspora albanesa en Europa.
Ahmeti obtuvo su apoyo político del reciente Movimiento Nacional para la Liberación de Kosovo. En 1986, fue elegido como miembro del Consejo Principal con un deber concreto, interconectar Kosovo con Europa. En 1988, fue elegido como miembro del liderazgo del Movimiento Nacional de Kosovo. Fue reelegido en este cargo en 1993, con un deber especial en el sector militar.
En 1996, fue uno de los principales fundadores del Ejército de Liberación de Kosovo, y en 1998, cuándo estalló la guerra, fue elegido miembro de la sede principal del grupo ya mencionado. En 2001 fue elegido Comandante Supremo y representante político del Ejército de Liberación Nacional (ELN). 
Después de la firma del Acuerdo de Ohrid en agosto de 2001, y el desarme del ELN en septiembre, Ahmeti estuvo comprometido en el proceso político de la implementación del acuerdo. En esta luz, se inició y fue nombrado como líder del Consejo de Coordinación qué unificó todos partidos políticos albaneses en Macedonia, y las estructuras anteriores del ELN.
En junio de 2002, Ahmeti fundó un nuevo partido político llamado la Unión Democrática por la Integración (UDI). En septiembre de 2002, el UDI ganó las elecciones entre los partidos albaneses en la república y Ahmeti fue elegido diputado en el Parlamento macedonio. La UDI se integró en coalición con el partido ganador del bloque macedonio, la Unión Socialdemócrata de Macedonia (SDSM). En 2008, la UDI se integró en coalición con el VMRO-DPMNE.